# Centro Acadêmico XI de Maio
O Centro Acadêmico da Faculdade de Direito de Goyáz, atualmente conhecido como Centro Acadêmico XI de Maio, foi fundado em 13 de maio de 1933, sendo o primeiro do Centro-Oeste e o quarto do Brasil. Entretanto, somente adquiriu o nome atual em homenagem ao Decreto Federal nº 809 de 11 de maio de 1936, que tornou o diploma expedido pela Faculdade de Direito de Goiás reconhecido em todo o território nacional.

## História
Em 1937, o Centro Acadêmico XI de Maio (CAXIM) e a Faculdade de Direito foram transferidos para a cidade de Goiânia, recém-fundada para ser a Capital do Estado de Goiás, ocupando o famoso Casarão da Rua 20, onde hoje se encontra a Justiça Federal.
Ao longo de mais de 70 anos, o Centro Acadêmico XI de Maio vem lutando de maneira incisiva e aguerrida, tornando-se referência por suas mobilizações e articulações, principalmente através dos jornais “O Acadêmico” e “O XI de Maio”, que se tornaram os principais instrumentos combativos na proliferação de ideias e opiniões.
Exemplos de toda essa atuação são diversos, dentre os quais pode-se destacar a luta, em 1956, pela Casa do Estudante e pela fundação da Universidade Federal de Goiás (UFG), sendo esta criada em 1960.
Em 1959, enfrenta a lei que protegia aqueles que advogavam sem ter o título profissional, os denominados “Rábulas”, participou da campanha para a transferência da Capital Federal para o interior do país, iniciada em 1952, chefiando junto ao Centro Acadêmico XI de Agosto, da Faculdade de Direito do Largo de São Francisco — hoje, da USP — a Semana Mudancista. Tal fato rendeu a estes Centros Acadêmicos uma homenagem por parte do presidente Juscelino Kubitschek, que imortalizou seus nomes numa placa fincada na atual Capital Federal, congratulando-os pela atuação em prol da criação de Brasília.
Durante as décadas de 60 e 70, alunos e professores sofreram perseguições por parte da Ditadura Militar, ocorrendo restrições de direitos e a cassação legal das instituições de representação estudantil, substituindo os Centros Acadêmicos por Diretórios Setoriais, sendo estes subordinados e controlados pelo regime ditatorial de então.
Passado esse período, já em um contexto de reabertura política, tem-se, em 1979, a regulamentação das Entidades de Representação Estudantil, através da Lei 6.680/79. Retomando uma atuação política oficial, o CAXIM reformula seu Estatuto em 1984, com a ajuda, inclusive, de alguns professores, conscientes da representatividade dessa Entidade. Já no ano de 2005, é aprovado o novo Estatuto, mais condizente com os atuais interesses.
Episódio também marcante foi no ano da Assembleia Nacional Constituinte, quando o CAXIM mandava delegações a Brasília, para no Congresso Nacional contribuir na construção da nova Constituição e de novos tempos.
Nas décadas de 90 e início do novo século, o CAXIM continua a trabalhar na conquista de melhorias, atuando tanto na esfera dos interesses internos, dentro da própria Faculdade de Direito da UFG, como também junto a outros C.A.s, da UFG ou de outras instituições.
Seja através de uma luta reivindicatória ou de uma simples vinculação de ideias, o Centro Acadêmico é o principal meio de o estudante fazer valer o seu papel de agente histórico, sendo responsável por não se acomodar diante a uma realidade posta e por garantir as mudanças necessárias na busca pelo aumento da qualidade do ensino e por uma formação humana mais abrangente.
A importância do CAXIM, tanto histórica quanto física, é algo a se desenvolver, que se constrói a cada dia e que nunca se deixou calar ou imobilizar, independente das dificuldades enfrentadas ao longo desses mais de 70 anos. Não somente através de integrantes de uma gestão, mas através da participação de todos os estudantes da Faculdade de Direito da UFG.

## Fundação 1933
O ano de fundação foi marcado por um período de provisoriedade. O regimento interno provisório fora aprovado após diversas sessões realizadas durante o mês de Junho e Julho de 1933 e possuía 35 artigos ao todo. A diretoria provisória composta pelo presidente Pedro Ferreira de Azevedo e o Secretário Elízio Taveira foi responsável por dar os primeiros passos do mais novo Centro Acadêmico do Centro-Oeste. O Centro Acadêmico XI de Maio surgia nesse cenário com grandes problemas a serem enfrentados.

### O Primeiro Estatuto
O Estatuto criado nessa época contava com 43 artigos que deram as orientações a serem tomadas na administração do Centro, instituindo, portanto a primeira estrutura administrativa a ser seguida pelos representantes. Nesse período os membros eram chamados de sócios, isso porque àquela época havia mensalidades para os integrantes do Centro, ainda existia a diferenciação entre os sócios e os sócios efetivos quites que se dava porque àqueles que restassem em inadimplência com o C.A. não teriam direito a voto, portanto deveriam pagar “a joia de cinco mil réis, no ato da admissão, e com a mensalidade de quatro mil réis, de Abril a Dezembro, pagável até o dia 15 de cada mês". (O valor se aproximaria de R$ 615,00 reais). Todos os ocupantes de algum cargo no centro acadêmico poderiam gozar de uma licença de 2 (dois) meses.
O primeiro Estatuto estabelecia algumas categorias de sócios:
1. HONORÁRIOS: concedidos em agradecimento aos que prestarem relevante serviço ao centro ou a pátria.
2. FUNDADORES: alunos matriculados na faculdade de direito no ano da fundação do centro acadêmico.
3. SÓCIO EFETIVO: deveria ser indicado por um sócio efetivo quite, ouvido o conselho fiscal e aprovado pela diretoria.
4. SÓCIO CORRESPONDENTE: aqueles que se formaram e gostaria de manter o vinculo com o centro e que continuassem pagando a mensalidade.

##### Cargos
Os cargos foram divididos entre as funções que mais se necessitava a época.
1. Presidente
2. Presidente honorário[nota 2]
3. Vice-presidente
4. 1º Secretário
5. 2º Secretário
6. 1º Orador
7. 2º Orador
8. Tesoureiro
9. Bibliotecário

#### Conselho Fiscal
Competia a esse conselho fiscalizar o movimento financeiro do Centro acadêmico, denunciar à Assembleia Geral todas as violações que os sócios cometessem, bem como emitir pareceres sobre a inclusão e exclusão de sócios. Era composto por 5 (cinco) membros eleitos junto a diretoria no qual deveria fazer parte um aluno de cada sala.

## Gestão "Voz Ativa" (2015)
| CARGOS E DEPARTAMENTOS | CARGOS E DEPARTAMENTOS | CARGOS E DEPARTAMENTOS                                                             | CARGOS E DEPARTAMENTOS                                                                             |
| CARGOS                 | Alexandre Wagner Cardoso Ingrid Cristina Soares Silva                                                                                      | Andrielly Larissa Pereira Silva George Lucas Cordeiro Lopes                        | Gregory Augusto Curado Ribeiro Marcel Arthur Borges                                                |
| ---------------------- | --- | ---------------------------------------------------------------------------------- | -------------------------------------------------------------------------------------------------- |
| DEPARTAMENTOS          | Amanda Caroline Gonçalves Borges Carlos Henrique de Siqueira Kariny Cruz Nogueira Marra Matheus de Souza Almeida Marcos Paulo Carola Sousa | Isadora França Chagas Juliana da Silva Matos                                       | Fernanda Alves de Oliveira Ilídio Luiz de Lima Neto Laura Campos Rodrigues Ricardo da Silva Cabral |
| DEPARTAMENTOS          | Ana Maria de Carvalho João Victor de Oliveira Castro Matheus Augusto Caetano de Almeida                                                    | Bernardo Pinheiro Fernandes Pedro Henrique Gomes Vargas Vitória Rosa Santos Afonso | Giovanni Martins de Araujo Mascarenhas Matheus Lobo Marinho Noleto Vinícius Ramos Lima             |

## Gestão "Mundivisão" (2017)
| CARGOS E DEPARTAMENTOS | CARGOS E DEPARTAMENTOS                                                                                     | CARGOS E DEPARTAMENTOS                                                             | CARGOS E DEPARTAMENTOS                                                                                          |
| CARGOS                 | Maria Clara Buissa Ribeiro de Freitas Thiago Viana Bonfim                                                  | Fernando Abdelaziz Rodrigues Julia Martins Dutra                                   | Gunnar berg Barbosa Ramos Helio Abadio Pereira Junior                                                           |
| ---------------------- | --- | ---------------------------------------------------------------------------------- | --- |
| DEPARTAMENTOS          | Aline Batista Alves Maia Gabriel Marconi de Campos Moura Gabriel Pereira de Carvalho Lara Rodrigues Campos | Henriques Moreira Turibio Nathalia Teles Lima de Morais                            | Bianca Mariano Porto Fabiana Santos Milhomem Isabela Oliveira Morais Matheus Mundoco Correa                     |
| DEPARTAMENTOS          | Andrezza de Almeida Gonçalves Gabriel de Melo Santana Izabela Costa e Silva Sergio Rosa Filho              | Gabriela Luiza Pereira da Silva Lucas Papini Fernandes Mariana de Oliveira Barbosa | Gecilene Ferreira da Solidade de Andrade Izabela Camilo Pacheco Mateus Rocha de Lisboa Thales Amorim Cavalcante |

## Gestão "A Gestão Mais Bonita da Cidade" (2018)
Em janeiro de 2018 a Gestão Mais Bonita da Cidade assumiu o Centro Acadêmico XI de Maio. Iniciou o ano letivo com uma Conferência Magna, o tema trabalhado foi "O Direito e seus predadores: a perspectiva da crítica hermenêutica do Direito" com o renomado jurista Lênio Streck. Esta conferência foi histórica e lotou o Salão Nobre, contando com a presença de Defensores Públicos, advogados, bacharéis e estudantes de Direito das mais diversas faculdades.
| CARGOS        | Lucas Cardoso                                                                     | Luciana Oliveira Ludmila Rosa                 | Isadora Martins Lauro Júnior   |
| ------------- | --------------------------------------------------------------------------------- | --------------------------------------------- | ------------------------------ |
| DEPARTAMENTOS | José Nilson Trajano Pedro Wilson Romualdo Pedro Henrique Melo Túlio Martins       | Débora Nunes Julia Dutra Lucas Freitas        | Lídia Nercessian Laís Cruvinel |
| DEPARTAMENTOS | Arthur Santana Silva Murilo Alves Victória Gramacho Laura Campos Gabriel Linhares | Luana de Assis Júlia Vasconcelos Julice Lopes | Fernando Caixeta Leomar Wainne |

## Gestão "Mãos dadas" (2019)
| CARGOS E DEPARTAMENTOS | CARGOS E DEPARTAMENTOS                                                                                      | CARGOS E DEPARTAMENTOS                 | CARGOS E DEPARTAMENTOS                  |
| CARGOS                 | Victor Hugo                                                                                                 | Mariana Camelo Rafaela Félix           | Luciana Rodrigues Gabriel Segrillo      |
| ---------------------- | --- | -------------------------------------- | --------------------------------------- |
| DEPARTAMENTOS          | Auzerina Melo Lucas Cardoso Júlia Morais Ingride Mota Gabriel Maia Paulo Manoel Emilly Lima Stefhanny Faria | Carol Canedo José Junior Isabella Ledá | Beatriz Teixeira Ludmila Rosa           |
| DEPARTAMENTOS          | Antônio Miller Saulo Rodrigues                                                                              | Lucas Freitas Nathália Lobo            | Alice Reis Fernando Caixeta Sara Rabelo |

## Ligações Externas
Centro Acadêmico XI de Maio
Faculdade de Direito da UFG
Universidade Federal de Goiás
1. ↑  MAIO, Centro Acadêmico XI De. Estatuto do CAXIM. 1933.
2. ↑  «Diniz numismática». Consultado em 4 de Ago. de 2019